# Anello commutativo
In algebra, un anello commutativo è un anello in cui la moltiplicazione è commutativa. In altre parole, se a e b sono elementi dell'anello allora a×b=b×a.
Molte strutture usate in matematica risultano essere anelli commutativi; il ramo dell'algebra che studia questi oggetti è denotato generalmente con algebra commutativa.

## Esempi
- L'esempio più importante è l'anello dei numeri interi Z.
- Un campo è un caso particolare di anello commutativo; ad esempio, i campi Q, R, C rispettivamente dei numeri razionali, reali e numeri complessi sono anelli commutativi.
- L'insieme A[x] dei polinomi con variabile x e coefficienti in un anello commutativo A formano un anello commutativo con le usuali operazioni di somma e prodotto fra polinomi.
- L'insieme F(X, A) delle funzioni da un insieme qualsiasi X ad un anello commutativo A formano un altro anello commutativo con le usuali operazioni di somma e prodotto fra funzioni, definite nel modo seguente:
{\displaystyle (f+g)(x)=f(x)+g(x),\quad (f\cdot g)(x)=f(x)\cdot g(x)}
- Ogni gruppo ciclico è in realtà un anello commutativo.
- L'insieme A[[x]] delle serie a coefficienti in un anello commutativo A formano un anello commutativo.

### Anelli non commutativi
Un anello non commutativo è un anello in cui esistono almeno due elementi {\displaystyle a} e {\displaystyle b} tali che {\displaystyle ab\neq ba}. Ad esempio:
- L'anello M(n, A) delle matrici n x n a coefficienti in un anello A generalmente non è commutativo, anche se A lo è. Ad esempio, tra le matrici 2 x 2 reali abbiamo

{\displaystyle {\begin{bmatrix}1&1\\0&1\\\end{bmatrix}}\cdot {\begin{bmatrix}1&1\\1&0\\\end{bmatrix}}={\begin{bmatrix}2&1\\1&0\\\end{bmatrix}},\quad {\begin{bmatrix}1&1\\1&0\\\end{bmatrix}}\cdot {\begin{bmatrix}1&1\\0&1\\\end{bmatrix}}={\begin{bmatrix}1&2\\1&1\\\end{bmatrix}}.}

## Proprietà
Un elemento a che divide lo zero (cioè diverso da 0 e tale che esiste b diverso da 0, con ab = 0) è detto divisore dello zero. Un anello commutativo con unità e privo di divisori dello zero è detto dominio di integrità: l'anello: Z, Q, R e C sono domini di integrità. I domini d'integrità sono anelli con proprietà simili a quelle di Z.